# 荞麦疯长
《蕎麥瘋長》（英語：Wild Grass），是一部2020年上映的青春愛情电影。由金馬影后馬思純、《芳華》女主角鍾楚曦及《紅海行動》主演黃景瑜领衔主演。該片于2018年5月22日在重庆开机，同时宣布主演阵容，8月4日全劇殺青。但由于新型冠状病毒肺炎疫情，原定于2月14日上映的本片宣布撤档；其後重新定档於2020年8月25日上映。

## 剧情
上世纪九十年代，初入社会的两个女孩云荞（馬思純 飾），李麦（鍾楚曦 飾）和一个男孩吴风（黃景瑜 飾）到异乡打拼，在追求新生活的过程中所经历的不可思议的命运考验，他们在蓬勃发展的90年代，与梦想一同升腾幻灭，又绝处逢生。

## 演员列表

### 主要演员
| 演员姓名 | 角色名称 | 介绍 |
| 馬思純   | 云荞     | 出生在小城，不屈服于命运的小鎮姑娘，怀揣梦想离开故乡游荡，却总被生活所欺压，走出小城时，男友惨遭车祸而亡。                                                         |
| 鍾楚曦   | 李麦     | 舞蹈天才，原要去日本发展舞蹈生涯，却遭遇车祸致股神经受损，而后因为腿伤再也无法跳高难度舞蹈，偶遇渣男被骗财骗色，无奈之下只好出卖色相給老男人以换取可以出頭的机会。 |
| 黃景瑜   | 吴风     | 小混混，李麦的鄰居，暗戀李麦，偶然瞥见李麦与老男人的事情，于是决定暗中帮助暗恋的李麦。                                                                             |

### 其他演员
| 演员姓名 | 角色名称       | 介绍 |
| 王砚辉   | B司令          |      |
| 王阳明   | 宏明           |      |
| 辛鵬     | 秦聲           |      |
| 高葉     | 云舒           |      |
| 李解     | 李文斌         |      |
| 楊一威   | 金子           |      |
| 木幡龍   | 小村           |      |
| 張建亞   | 出租車司機     |      |
| 吳超     | 舞團團長       |      |
| 牛銀紅   | 雲蕎媽媽       |      |
| 王梓塵   | 趙四           |      |
| 李瑋珽   | 王二           |      |
| 仁洛敏   | 好色老頭       |      |
| 張勁     | 魏楓           |      |
| 邵勝杰   | 秦聲爸爸       |      |
| 王家強   | 四川仔         |      |
| 胡允柘   | 商貿城保安     |      |
| 薇薇安   | 像李麥的姑娘   |      |
| 蔣靚栖   | 舞團舞者A      |      |
| 卓煜茜   | 舞團舞者B      |      |
| 何磊     | 要債頭目       |      |
| 張晶晶   | 帶頭指揮的流氓 |      |
| 嚴峯     | 工廠老闆       |      |
| 克洛伊   | 賣花小姑娘     |      |

## 獎項及提名
| 年度 | 颁奖典礼       | 獎項               | 姓名         | 结果 | 备注  |
| ---- | -------------- | ------------------ | ------------ | ---- | ----- |
| 2017 | 上海国际电影节 | “最佳创意项目”大奖 | 《蕎麥瘋長》 | 獲獎 |       |
| 2021 | 第12届金扫帚奖 | 最令人失望影片     | 《蕎麥瘋長》 | 提名 | [ 4 ] |
| 2021 | 第12届金扫帚奖 | 最令人失望导演     | 徐展雄       | 提名 | [ 4 ] |
| 2021 | 第12届金扫帚奖 | 最令人失望男演员   | 黄景瑜       | 提名 | [ 4 ] |
| 2021 | 第12届金扫帚奖 | 最令人失望女演员   | 钟楚曦       | 提名 | [ 4 ] |
| 2021 | 第12届金扫帚奖 | 最令人失望女演员   | 马思纯       | 提名 | [ 4 ] |